# 8579 Hieizan
8579 Hieizan (1996 XV19) là một tiểu hành tinh vành đai chính được phát hiện ngày 11 tháng 12 năm 1996 bởi T. Kobayashi ở Oizumi.